# Lyne Water
Lyne Water ist ein linker Nebenfluss des River Tweed in der schottischen Council Area Scottish Borders.

## Lauf
Der Fluss entspringt auf etwa 380 m Höhe nahe dem Pass Cauldstane Slap am Südhang des East Cairn Hill in den Pentland Hills. Obschon nur wenige Meter entfernt von den Grenzen zu West Lothian und Midlothian entspringend, verläuft das Lyne Water ausschließlich in den Scottish Borders. Nach kurzem Lauf wird das Lyne Water zwischen Byrehope Mount und Mount Maw zum Baddinsgill Reservoir aufgestaut. An dessen Südufer abfließend, verlässt das Lyne Water Faw Mount passierend bei West Linton die Pentland Hills.
In West Linton quert die A702 das Lyne Water. Weiter südöstlich verlaufend wird bei Romannobridge die A701 gequert. Jenseits der Ortschaft dreht der Lauf des Lyne Waters entlang der Westflanke der Cloich Hills nach Süden. Auf Höhe von Drochil Castle trifft der Fluss auf die Broughton Heights und dreht erneut in südöstliche Richtung. An dieser Stelle mündet mit dem Tarth Water der bedeutendsten Zufluss in das Lyne Water. Bei Lyne Station, rund 3,5 Kilometer westlich von Peebles, mündet das Lyne Water schließlich in den River Tweed, der letztlich in die Nordsee entwässert.
Auf seinem 30,5 Kilometer langen Lauf überwindet das Lyne Water einen Höhenunterschied von etwa 150 Metern.

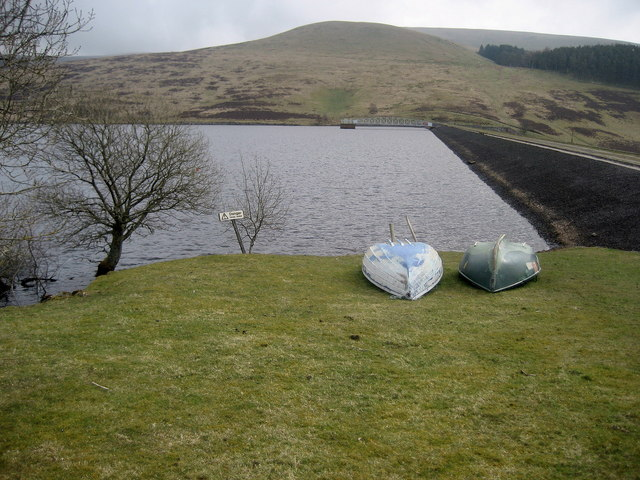
Das zum Baddinsgill Reservoir aufgestaute Lyne Water
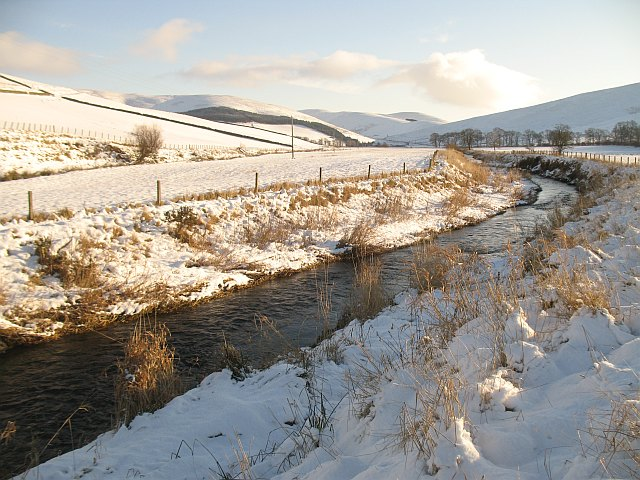
Tarth Water